# 大和郡山北インターチェンジ
大和郡山北インターチェンジ（やまとこおりやまきたインターチェンジ）は奈良県大和郡山市で事業中の京奈和自動車道（大和北道路）のインターチェンジである。名称は仮称である。

## 接続する道路
- 国道24号（奈良バイパス）（予定）

## 隣
E24 京奈和自動車道（大和北道路）
奈良IC（仮称・事業中） - 大和郡山北IC（仮称・事業中） - 大和郡山IC（仮称・事業中）